# اسرافیل علمداری
اسرافیل علمداری (زاده مرداد ۱۳۴۲ - تهران) بازیگر سینما و تلویزیون اهل ایران است. او با نقش رودامون در سریال یوسف پیامبر به شهرت رسید. وی هم‌اکنون مدیریت فیلم و سریال مرکز سیمای استانها را به عهده دارد.

## بازیگری در سینما
- پژواک
- سرعت
- ایوب پیامبر
- سجاده آتش
- بر بال فرشتگان

## بازیگری در تلویزیون
- دروازه ساعات (۱۳۸۸)(تله تئاتر)
- یوسف پیامبر در نقش رودامون رئیس محافظان قصر پوتیفار
- مردان آنجلس در نقش دیناسیوس یکی از یاران غار آنجلس
- سریال گل‌های آبی
- بهترین تابستان من
- یک حرف از هزاران
- ایوب پیامبر
- روزها و حکمت‌ها
- علاء الدین
- این شرح بی‌نهایت
- شمارش معکوس
- یاس‌های کوچک
- کلبه سفید
- گزارش ویژه
- زمانی برای خاکستر
- افسون
- روزهای بیادماندنی
- سپیده و مه
- تلواسه
- دام ۹۸
- پشت آینه (تله تئاتر)
- سکوت (تله تئاتر)
- حسام‌الدوله (بی‌خبر) ۱۳۶۳

## کارگردانی در تلویزیونی
- یلدامینا (تله فیلم)
- افسانه (تله تئاتر)
- مراسم پرده برداری (تله تئاتر)
- شب بخیر مادر (تله تئاتر)
- بازیگر و زنش (تله تئاتر)

## سوابق نمایشی
- گندم‌های خونی
- شب پرفروغ
- تصادف
- دیوارها سخن می‌گوید
- ایوب پیامبر
- حکایت مطربان این دیار
- یک برخورد ساده
- گلریزون
- شب‌نشینی در جهنم

## جوایز
- دیپلم افتخار کارگردانی سومین جشنواره کانون‌های پرورشی ۱۳۶۲
- دیپلم افتخار بازیگری سومین جشنواره ۱۷ شهریور تبریز ۱۳۶۳
- رتبه اول بازیگری اولین جشنواره سراسری تئاتر دانشجویان کشور
- رتبه اول بازیگری در دهمین جشنواره سراسری تئاتر دفاع مقدس ۱۳۸۲